# Tachaea lacustris
Tachaea lacustris är en kräftdjursart som beskrevs av Weber 1892. Tachaea lacustris ingår i släktet Tachaea och familjen Corallanidae. Inga underarter finns listade i Catalogue of Life.